# Ахмед Матлуті
Ахмед Матлуті (18 грудня 1989) — туніський плавець.
Учасник Олімпійських Ігор 2012, 2016 років.
Переможець Всеафриканських ігор 2007, 2011 років.